# William Sancroft
William Sancroft (30 de janeiro de 1617 - 24 de novembro de 1693) foi um eclesiasta britânico, o 79.º arcebispo da Cantuária. Ajudou na reconstrução de Londres após o Grande incêndio. Não aceitou Guilherme III como rei, e em consequência foi deposto a 1 de fevereiro de 1690.